# Norinco CQ
O Type CQ é uma variante chinesa não licenciada do fuzil M16 fabricado pela Norinco. Segundo o site da Norinco, o fuzil é oficialmente conhecido como CQ 5.56.
Ele pode ser distinguido de outros fuzis de padrão AR-15 e M-16 por seu longo punho de pistola semelhante o de um revólver, guarda-mão um tanto arredondados e o formato único de sua coronha.

## História
O CQ foi introduzido pela primeira vez no início dos anos 1980. Esta arma possui câmara para cartuchos 5,56×45mm NATO e foi destinada à venda de exportação. Duas variantes do fuzil CQ foram feitas: o CQ 5.56, também conhecido como CQ-311 ou CQ M-311, a variante de fogo seletivo para vendas militares/policiais; e o CQ M311-1, versão semiautomática para o mercado civil. Mais tarde, uma variante de carabina foi introduzida, chamada CQ 5,56 mm Type A. O fuzil esportivo semiautomático tem feito sucesso no mercado civil.
O CQ nunca foi adotado pelos militares chineses ou mesmo distribuído não oficialmente entre as tropas chinesas. Outros usos militares do fuzil de assalto Type CQ foram relatados em movimentos guerrilheiros e insurgentes na área do Sudeste Asiático.

## Operadores
- Camboja: Type CQ 311 usado pelo Exército Real do Camboja,[6] junto com o fuzil M16. CQ 5,56 mm Typo A usado pelas Forças Especiais 911 Para-Commando.
- China: Diz-se que é usado pela Unidade de Comando Leopardo das Neves da Polícia Armada do Povo.[6]
- Gana: Visto nas mãos das forças de paz ganenses no Mali e usado pela Marinha de Gana
- Irão: Usado pelas forças especiais da Guarda Revolucionária. Variantes CQ 5,56 mm e CQ Type A (quantidade limitada). O Irã produz localmente sua própria variante, S-5.56.[7]
- Líbia: Usado pelo Exército de Libertação Nacional da Líbia.[8]
- Malásia: Usado pelo Departamento do Corpo RELA como arma de treinamento junto com o M16A1. Alguns rumores afirmam que muitos M16A1 tiveram os punhos dianteiros padrão (peças antigas ou danificadas) alterados para punhos do CQ para fins de economia de custos.
- Myanmar: Produzido localmente
- Coreia do Norte: CQ e CQ-A usados pelas Forças Terrestres da Coreia do Norte.[9]
- Paraguai: Norinco CQ-5,56mm Type A adotado pelas Forças do Exército Paraguaio.[10]
- Filipinas: 6.000 unidades (2 lotes de 3.000 unidades cada em junho e outubro de 2017, respectivamente) CQ-A5 doadas pelo governo chinês à AFP, mas usadas pela Polícia Nacional.[11]
- Rússia: 1.000 fuzis CQ-A foram enviados da China para a Rússia em 2022.[12]
- Senegal[13]
- Sudão do Sul: Usado pelas Forças Armadas do Sudão do Sul, Movimento de Libertação do Sudão do Sul e pelas milícias Lou Nuer e Murle.[14]
- Sudão: CQ M311-1 usado pelo Movimento Democrático do Sudão do Sul
- Síria: Usado pelo Exército Sírio, capturado dos rebeldes na Guerra Civil Síria.[15][16]
- Tailândia: Vendido para a Marinha Real Tailandesa e para o Comando de Defesa Aérea e Costeira.[6]
- Iêmen[17]

### Grupos não estatais e entidades terroristas
- EIIL: Capturado da milícia xiita e do Exército Sírio.[16][18]
- Exército de Libertação Oromo[19]